# Franz von Hipper
Franz Ritter von Hipper, ili Franz, vitez von Hipper (Weilheim, 13. rujna 1863. – Othmarschen, 25. svibnja 1932.) je bio njemački admiral tijekom Prvog svjetskog rata. Najpoznatiji je po zapovijedanju njemačkim bojnim krstašima u bitci kod Jyllanda.

## Životopis
Rođen u Weilheimu u Bavarskoj, Franc von Hipper je pristupio Njemačkoj carskoj mornarici 1881. kao osamnaestogodišnji kadet, koji je služio na fregatama SMS „Niobe“ i SMS „Leipzig“. U periodu od 1884. do 1903. zapovijedao je njemačkim torpednim brodovima sve dok mu nije dodijeljeno zapovjedništvo nad oklopnom krstašem SMS „Friedrich Karl“. U listopadu 1913. biva postavljen za zapovjednika izviđačkih snaga Flote visokog mora.
Po izbijanju Prvog svjetskog rata 1914. von Hipper je svojim bojnim krstašima izvrsio nekoliko prepada na britanske priobalne gradove, od kojih je najzapamćeniji napad na Scarborough u prosincu 1914. Zapovijedao je njemačkim bojnim krstašima u bitci kod Dogger Banka 24. siječnja 1915. i u bitci kod Jutlanda (31. svibnja – 1. lipnja 1916.) U ovoj posljednjoj je nanio ogromnu štetu Kraljevskoj mornarici potopivši tri britanska bojna krstaša, što ga je proslavilo i u Njemačkoj i u Velikoj Britaniji. Zaista, od četvorice glavnih admirala koji su sudjelovali na obje strane (Jellicoe, Beatty, Scheer, i Hipper), jedino se za njega smatra da je obavio posao bez greške. Ubrzo nakon bitke kralj Ludwig III. ga je imenovao vitezom.
U kolovozu 1918. von Hipper je dobio titulu admirala i nasljedio je admirala Reinharda Scheera na mjestu zapovjednika Flote visokog mora. Po izbijanju pobune mornara u Kielu, 4. studenog 1918. obratio se mornarima, apelirajući na njih, ali bez uspjeha. U posljednjim danima aktivne službe organizirao je prebacivanje flote u Scapa Flow.
Povukao se 30. studenog 1918. i proveo ostatak života u Othmarschenu, blizu Hamburga. Urna s njegovim pepelom je vraćena u njegov rodni grad.
Po njemu je nazvana teška krstarica Admiral Hiper koja je sudjelovala u Drugom svjetskom ratu.